# Крістіна Лорен
Крістіна Лорен (англ. Christina Lauren), об'єднаний псевдонім Крістіни Гоббс (англ. Christina Hobbs) та Лорен Біллінгс Лурс (англ. Lauren Billings Luhrs), — американський письменницький дует, що пише сучасну художню літературу, підліткову прозу та любовні романи.

## Кар'єра
Пара познайомилася 2009 року під час написання фанфікшн онлайн, а 2010 року вони стали співавторками, 2011 року підписавши контракт з агентом Голлі Рут з літературного агентства Waxman-Leavell. 2017 року Голлі Рут заснувала Root Literary.
Авторки двадцяти романів-бестселерів за версією New York Times, їхні твори наразі перекладені понад 30 мовами.
Разом вони проводять семінари та виступають спікерками на таких заходах, як RT Booklovers Convention, Book Expo of America (BEA) та Romance Writers of America (RWA), а також є частими гостями San Diego Comic-Con. 2024 року їх запросили виступити на святкуванні 100-річчя Simon & Schuster's.

### Серія«Прекрасна»
2013 року компанія Constantin Film отримала право екранізації роману «Прекрасний покидьок». Пізніше права повернулися до авторок.

### Серія«Дикі пори року»
Друга серія від авторок дебютувала 2014 року. Перший роман із серії, «Солодкий брудний хлопець», здобув нагороду «Книга року» журналу «Romantic Times» за 2014 рік. Серія розповідає про групу друзів після закінчення коледжу. Лорен хвалили за те, що вона пише як чарівних героїв, так і вольових героїнь. Як і книжки із серії «Прекрасна», усі книжки із серії «Дикі пори року» на сьогодні потрапили до списку New York Times.

### Сусіди по кімнаті
2018 року Енді Фікман мав стати режисером та продюсером музичної романтичної комедії «Сусіди по кімнаті» разом з Дженною Дьюен через її компанію Everheart Productions. Сценарій мала написати Крістіна Лорен.

### У відпустці
2024 року сценаристка Тіффані Полсен підписала контракт на написання сценарію до фільму «У відпустці» — повнометражної екранізації бестселера New York Times у жанрі святкової романтичної комедії з однойменною назвою, яку розробляють на Netflix. Президент і головний креативний директор Alloy Entertainment Леслі Моргенштейн продюсуватиме разом із виконавчою віцепрезиденткою компанії з кіно Елізою Копловіц Даттон.

## Відзнаки
- Номінація на «Найкращий романтичний роман» за версією Goodreads Choice Awards (Beautiful Bastard)[17]
- «Найкращий романтичний роман» за версією Audible.com (Beautiful Stranger)[18]
- 2014 RT Seal of Excellence Award (Sweet Filthy Boy)[19]
- 2014 RT Книга року за версією RT (Sweet Filthy Boy)[13]
- 2014 номінація на «Найкращий романтичний роман» за версією Goodreads Choice Awards[20]
- 2015 Позитивна рецензія з зіркою від Kirkus Reviews (The House)[21]
- 2016 Вибір редакторів Amazon: Найкращі книги 2016 року (Wicked Sexy Liar)
- 2017 Позитивна рецензія з відзнакою (Starred Review) від Kirkus Reviews (Dating You/Hating You)[22]
- 2017 Найкращий романтичний роман року за версією Amazon (Dating You/Hating You)[23]
- 2017 Позитивна рецензія з відзнакою від Publishers Weekly (Roomies)[24]
- 2017 Номінація на Найкращий підлітковий роман року за версією Goodreads Choice Awards (Autoboyography)[25]
- 2017 Фіналіст премії Best of the Year від Audible.com (Autoboyography)[26]
- 2017 Внесено до Rainbow List Американської бібліотечної асоціації (Autoboyography)[27]
- 2017 Фіналіст Lambda Literary Award (Autoboyography)[28]
- 2017 Найкращі 10 романтичних романів року за версією Vulture (Dating You/Hating You)[29]
- 2017 Найкращі 5 романтичних романів року за версією The Washington Post (Dating You/Hating You)[30]
- 2017 Найкращі 10 романтичних романів року за версією Entertainment Weekly (Roomies)[31]
- 2018 Позитивна рецензія з відзнакою від Kirkus Reviews (Love and Other Words)[32]
- 2018 Позитивна рецензія з відзнакою від Kirkus Reviews (Josh and Hazel's Guide to Not Dating)[33]
- 2018 Позитивна рецензія з відзнакою від Publishers Weekly (My Favorite Half-Night Stand)[34]
- 2018 Номінація на Найкращий романтичний роман року за версією Goodreads Choice Awards (Roomies)[35]
- 2018 Номінація на Найкращий романтичний роман року за версією Goodreads Choice Awards (Josh and Hazel's Guide to Not Dating)[35]
- 2018 Увійшов до списку Найкращих романтичних романів року за версією Amazon (Josh and Hazel's Guide to Not Dating)[36]
- 2018 Внесено до списку Найкращих книжок року за версією Нью-Йоркської публічної бібліотеки (Josh and Hazel's Guide to Not Dating)[37]
- 2019 Позитивна рецензія з відзнакою від Kirkus Reviews (The Unhoneymooners)[38]
- 2019 Позитивна рецензія з відзнакою від Publishers Weekly (The Unhoneymooners)[39]
- 2019 Позитивна рецензія з відзнакою від Library Journal (The Unhoneymooners)[40]
- 2019 Увійшов до списку Indie Next List (The Unhoneymooners)[41]
- 2019 Номінація на Найкращий романтичний роман року за версією Goodreads Choice Awards (The Unhoneymooners)[42]
- 2019 У списку Найкращих романтичних романів року за версією Amazon (The Unhoneymooners)
- 2019 У списку Найкращих романтичних комедій року за версією Audible (The Unhoneymooners)[43]
- 2019 Внесено до Залу слави Library Reads[44]
- 2019 У списку Найкращих романтичних романів року за версією Bookbub (The Unhoneymooners)[45]
- 2019 Увійшов до списку Indie Next List (Twice in a Blue Moon)[46]
- 2020 Увійшов до списку Найкращих романтичних романів 2020 року (станом на першу половину року) за версією BookPage (The Honey-Don't List)[47]
- 2020 Позитивна рецензія з відзнакою від Kirkus Reviews (The Honey Don't List)[48]
- 2020 Позитивна рецензія з відзнакою від Publishers Weekly (In a Holidaze)[49]
- 2020 Позитивна рецензія з відзнакою від Library Journal (In a Holidaze)[50]
- 2020 Позитивна рецензія з відзнакою від BookPage (In a Holidaze)[51]
- 2020 Номінація на Найкращий романтичний роман року за версією Goodreads Choice Awards (In a Holidaze)[52]
- 2020 Внесено до списку «Романтичні романи, від яких ми не могли відірватися» за версією Oprah Magazine (The Honey Don't List)[53]
- 2021 Фіналіст премії Audie Award у категорії Найкраща романтична аудіокнижка (The Honey Don't List)[54]
- 2021 Позитивна рецензія з відзнакою від Kirkus Reviews (The Soulmate Equation)[55]
- 2021 Позитивна рецензія з відзнакою від ALA Booklist (The Soulmate Equation)[56]
- 2021 Увійшов до списку Indie Next List (The Soulmate Equation)[57]
- 2021 Позитивна рецензія з відзнакою від Library Journal (The Soulmate Equation)[58]
- 2021 Увійшов до списку Найкращих книжок 2021 року за версією Barnes & Noble (The Soulmate Equation)[59]
- 2021 У найкращих 10 романтичних романів 2021 року за версією Indigo (The Soulmate Equation)[60]
- 2021 Увійшов до списку Найкращих романтичних романів року від Kirkus (The Soulmate Equation)[61]
- 2021 Увійшов до списку Найкращих романтичних романів року від Kobo (The Soulmate Equation)[62]
- 2021 Увійшов до списку Найкращих романтичних романів року від SheReads.com (The Soulmate Equation)[63]
- 2021 Номінація на премію Goodreads Choice Awards у категорії Найкращий романтичний роман (The Soulmate Equation)[64]
- Увійшов до списку Best of 2021 за версією Audible (The Soulmate Equation)[65]
- 2021 Увійшов до списку Найкращих романтичних романів 2021 року за версією Buzzfeed (Soulmate Equation)[66]
- 2021 Увійшов до списку Найкращих романтичних романів 2021 року за версією Scribd[67]
- 2022 Позитивна рецензія з відзнакою від Kirkus Reviews (Something Wilder)[68]
- 2022 Позитивна рецензія з відзнакою від Booklist (Something Wilder)[69]
- 2022 Увійшов до списку Indie Next List (Something Wilder)[70]
- Серед найкращих 10 романтичних романів року за версією Indigo (Something Wilder)[71]
- 2022 Серед найкращих 10 романтичних романів року за версією The Washington Post (Something Wilder)[72]
- 2022 Серед найкращих романтичних романів року за версією Entertainment Weekly (Something Wilder)[73]
- 2022 Увійшов до списку Найпопулярніших романтичних романів року за версією Apple Books (Something Wilder)[74]
- 2023 Позитивна рецензія з відзнакою від Library Journal (The True Love Experiment)[75]
- Позитивна рецензія з відзнакою від Kirkus Reviews (The True Love Experiment)[76]
- 2023 Увійшов до списку Indie Next List (The True Love Experiment)[77]
- 2023 Внесено до Залу слави Library Reads (The True Love Experiment)[78]
- 2023 Вибір редакторів Audible: травень 2023 (The True Love Experiment)[79]
- 2023 Увійшов до списку Найкращих книжок місяця за версією Apple Books (The True Love Experiment)[80]
- 2023 Відзначений у категорії Must Listen від Apple Books (The True Love Experiment)[81]
- 2023 Вибір редакторів Amazon: Найкращий романтичний роман (The True Love Experiment)[82]
- 2023 Позитивна рецензія з відзнакою від BookPage (The True Love Experiment)[83]
- 2023 У списку Найкращих книжок року (на першу половину 2023) за версією Amazon (The True Love Experiment)[84]
- 2023 У списку Найкращих аудіокниг року (станом на середину року) за версією Apple Books (The True Love Experiment)[85]
- 2023 Найкращі романтичні романи року за версією Audible (Honeymoon Crashers)
- 2023 Номінація на премію Goodreads Choice Awards у категорії Найкращий романтичний роман (The True Love Experiment)[86]
- 2023 У списку Найкращих книжок року за версією NPR (The True Love Experiment)[87]
- 2024 Перемога в Audie Award у категорії Найкращий романтичний аудіокнижковий твір року (The True Love Experiment)[88]
- 2024 Серія Beautiful Bastard у 100 найкращих серій усіх часів за версією Audible (Beautiful Bastard)[89]
- 2024 Увійшов до списку Indie Next List (The Paradise Problem)
- 2024 У списку Найкращих книжок року (станом на першу половину) за версією Amazon (The Paradise Problem)[90]
- 2024 У списку Найкращих книжок року за версією Barnes & Noble (The Paradise Problem)[91]
- 2024 Увійшов до списку Найкращих книг за останні п'ять років за версією читачів Goodreads (The Unhoneymooners)[92]
- 2024 Номінація на премію Goodreads Choice Awards у категорії Найкращий романтичний роман (The Paradise Problem)[93]
- 2024 У списку Найкращих книжок року за версією Barnes & Noble (The Paradise Problem)[94]
- 2024 Найкращих книжок року (станом на першу половину) за версією Amazon (The Paradise Problem)[95]
- 2024 Найкращі романтичні романи року за версією Audible (The Exception to the Rule)[96]
- 2024 Номінація на Книгу року від Book of the Month (The Paradise Problem)[97]

### Серія«Прекрасна»
- Прекрасний покидьок (2013)
- Прекрасна незнайомка (2013)
- Красуня-стерва (2013)
- Прекрасна бомба (2013)
- Прекрасна гравчиня (2013)
- Прекрасний початок (2013)
- Прекрасна кохана (2015)
- Прекрасний секрет (2015)
- Прекрасний бос (2016)
- Прекрасна (2016)

### Серія«Дикі пори року»
- Солодкий брудний хлопець (2014)
- Брудний галасливий чувак (2014)
- Темна дика ніч (2015)
- Зла сексуальна брехунка (2016)
- Не такий вже й короткий (повість, 2016)

### Поза серіями
- Піднесений (2014)
- Будинок (2015)
- Зустрічаюся з тобою/Ненавиджу тебе (2017)
- Автобойографія (2017)
- Сусіди по кімнаті (2017)
- Кохання та інші слова (2018)
- Посібник Джоша та Гейзел щодо відмови від побачень (2018)
- Моя улюблена ніч на півночі (2018)
- Невдалі (2019)
- Двічі за блакитний місяць (2019)[98]
- Список продуктів, які не можна вживати в мед (2020)[99]
- У відпустці (2020)[51]
- Рівняння спорідненої душі (2021)[100]
- Щось більш дике (2022)[101]
- Експеримент зі справжнім коханням (2023)[102]
- Невдахи у медовий місяць (2023)[103]
- Виняток із правила (2024)[104]
- Проблема раю (2024)[105]
- Заплутавшись у тобі (2024)[106]
- «Кохання та інші слова», спеціальне видання Deluxe[107] (Очікується публікація 6 травня 2025 року)

## Виступи в подкастах
У 49-му епізоді подкасту коміка Джона Ґабруса «The Layman з Джоном Ґабрусом» під назвою «Науковий метод вдома з Кітом Лурсом та Лорен Біллінґс Лурс», який вийшов 1 червня 2016 року, Біллінґс та її чоловік грають у науковій команді.

## Благодійна робота
Разом із письменницею Ніною Боччі вони створили та керували некомерційною організацією під назвою Fandom Gives Back. З 2009 по 2012 рік фонд Fandom Gives Back зібрав понад 235 000 доларів для лимонадного кіоску Алекса.

## Переклади українською
- Лорен, Крістіна (2024). Формула спорідненої душі. ДНКДуо. Т. 1. Переклад: Старобілець, Дар'я. Віват. с. 368. ISBN 9786171707184.
- Лорен, Крістіна (2024). Різдвяні кружляння. Переклад: Кондратенко, Дар'я. Віват. с. 288. ISBN 9786171707184.
- Лорен, Крістіна (2021). Випадкові наречені. Переклад: Яким, Лілія. Віват. с. 352. ISBN 9789669823182.